# أتوسا
أتوسا (بالإنجليزية Atossa) إمبراطورة أخمينية وابنة كورش العظيم وكاساندان. عاشت من 550 ق.م. إلى 475 ق.م. وكانت الشقيقة الزوجة  لملك الملوك الفارسي قمبيز الثاني  وزوجة دارا الأول.

## الاسم
اسم أتوسا (أو Atusa) يعني «الماهرة أو المتعلمة». يمكن أن يعني أيضًا «المانحة جيدًا» أو «المتدفقة جيدًا». Atossa هو الشكل في اللغة الإغريقية (بالإغريقية: Ἄτοσσα)‏ من الاسم الفارسي القديم Utauθa. اسمها في الأفستية هو Hutaosā. 

## حياتها
ولدت أتوسا عام 550 قبل الميلاد في باسارغاد. كانت الابنة الكبرى لكورش الكبير وكاساندان. تزوجت أتوسا من شقيقها قمبيز الثاني، غالبا بعد وفاة والدها.
عندما هزم دارا الأول أتباع رجل يدعي أنه بارديا (Smerdis)، الأخ الأصغر لقمبيز الثاني في 522 قبل الميلاد، تزوج من أتوسا. لعبت أتوسا دورًا مهمًا في العائلة المالكة الأخمينية، حيث أنجبت داريوس الكبير الملك الأخميني التالي، خشايارشا الأول.
كان لأتوسا «سلطة كبيرة» في البيت الأخميني الملكي وزواجها من دارا الأول كان الأرجح بسبب قوتها وتأثيرها وحقيقة أنها كانت سليل مباشر لكورش. 
سجل هيرودوت في كتابه تاريخ هيرودوتس أن أتوسا كانت منزعجًة من نتوء دموي في صدرها. لفت نفسها في صفائح وسعت إلى فرض الحجر الصحي. في النهاية، أقنعها العبد اليوناني، ديموسيدس، بالسماح له باستئصال الورم. هذه هي أول حالة مسجلة من التهاب الثدي.
خشايارشا الأول الابن الأكبر لأتوسا ودارا. عاشت أتوسا لرؤية خشايارشا يغزو اليونان. نظرًا لكونها سليلًة مباشرًا لكورش الكبير، فقد كانت لدى أتوسا سلطة كبيرة داخل المنزل الإمبراطوري الأخميني. مكنت مكانة أتوسا الخاصة خشايارشا، الذي لم يكن الابن الأكبر لدارا، من أن يخلف والده.

## المراجع الأدبية

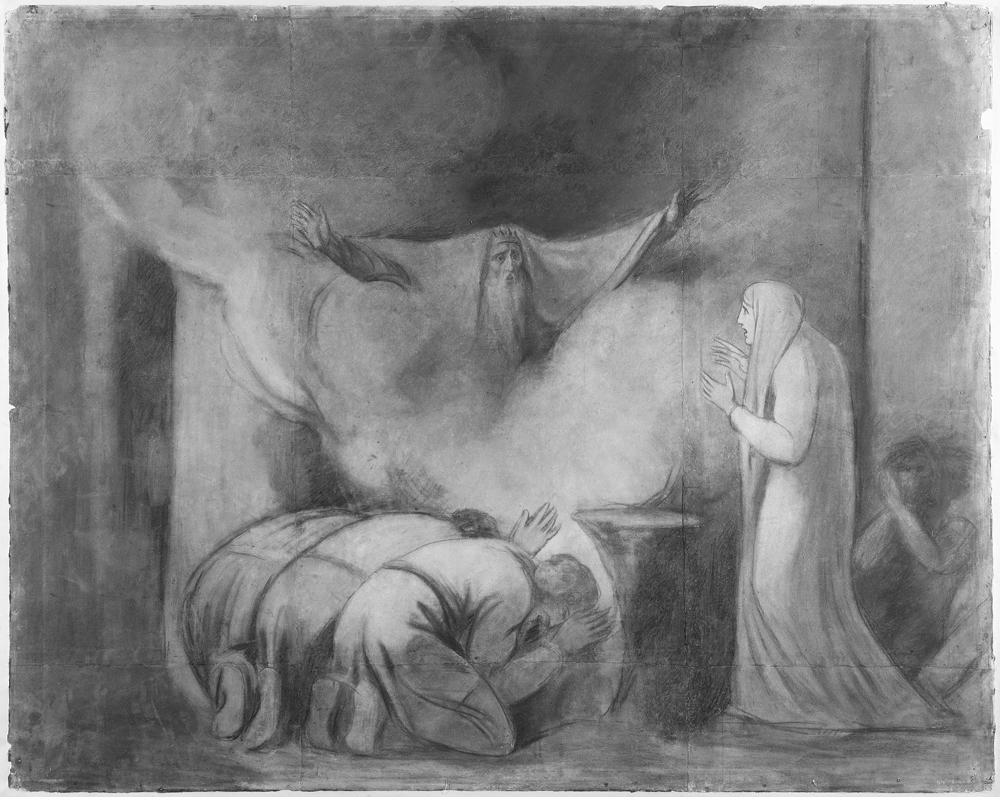
يظهر شبح دارا لأتوسا في مشهد من تراجيديا الفرس.